# 大觀峰站
大觀峰站（日语：／ Daikanbo eki */?）是位於富山縣中新川郡立山町蘆峅寺，立山黑部貫光立山隧道無軌電車和立山架空索道的車站。車站在立山黑部阿爾卑斯山脈路線上。

## 概要
車站大樓是一座混凝土製成的厚重建築物，大樓內設有觀景台和土產店。此站沒有餐廳，商店也比黑部平站的較小規模。但是，從此站的觀看的景色比較多，在觀景台上可遠眺黑部湖、後立山連峰和立山。也可看到大觀峰站下方的田圃平的谷地，該處有許多合花楸和山毛櫸樹等落葉喬木，因此在秋天可欣賞紅葉。
另外，由於車站建設在斷崖處，因此除了前往車站大樓屋頂的觀景台外，不能離開車站，實質上為轉乘車站。
- 構造：鋼筋混凝土建築物，地上三層，地下一層
- 設計：吉阪隆正（日语：吉阪隆正）
- 構造：馬場設計事務所
- 施工：間組（日语：間組）

## 歷史
- 1970年（昭和45年）7月25日 立山架空索道啟用[1]。3個月前連接室堂至大觀峰之間的立山隧道巴士已經開業。
- 1996年（平成8年）4月23日 室堂至大觀峰之間的巴士改用無軌電車[1]，成為了鐵道事業法（日语：鉄道事業法）下的鐵路車站。

## 圖庫

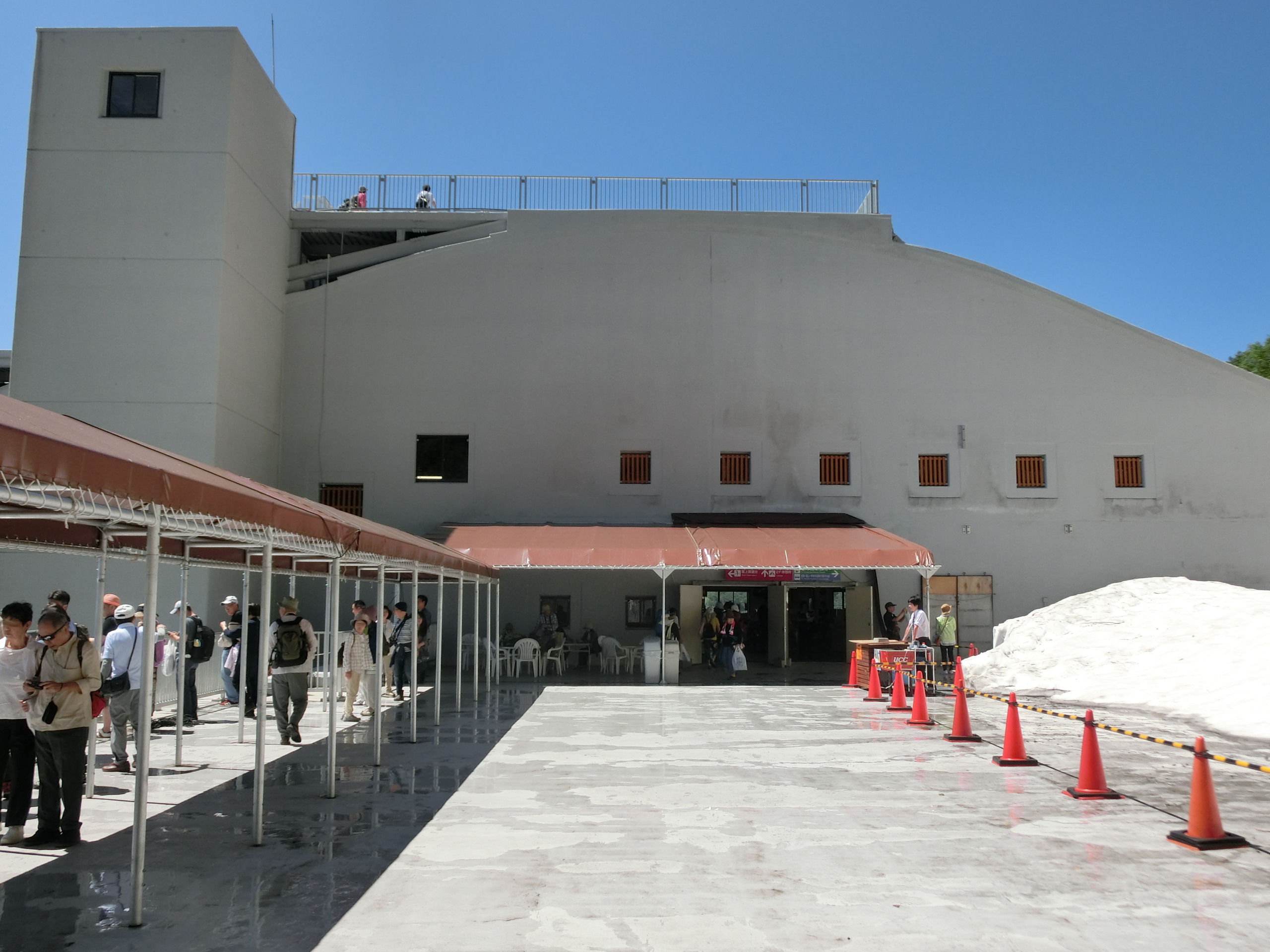
車站大樓
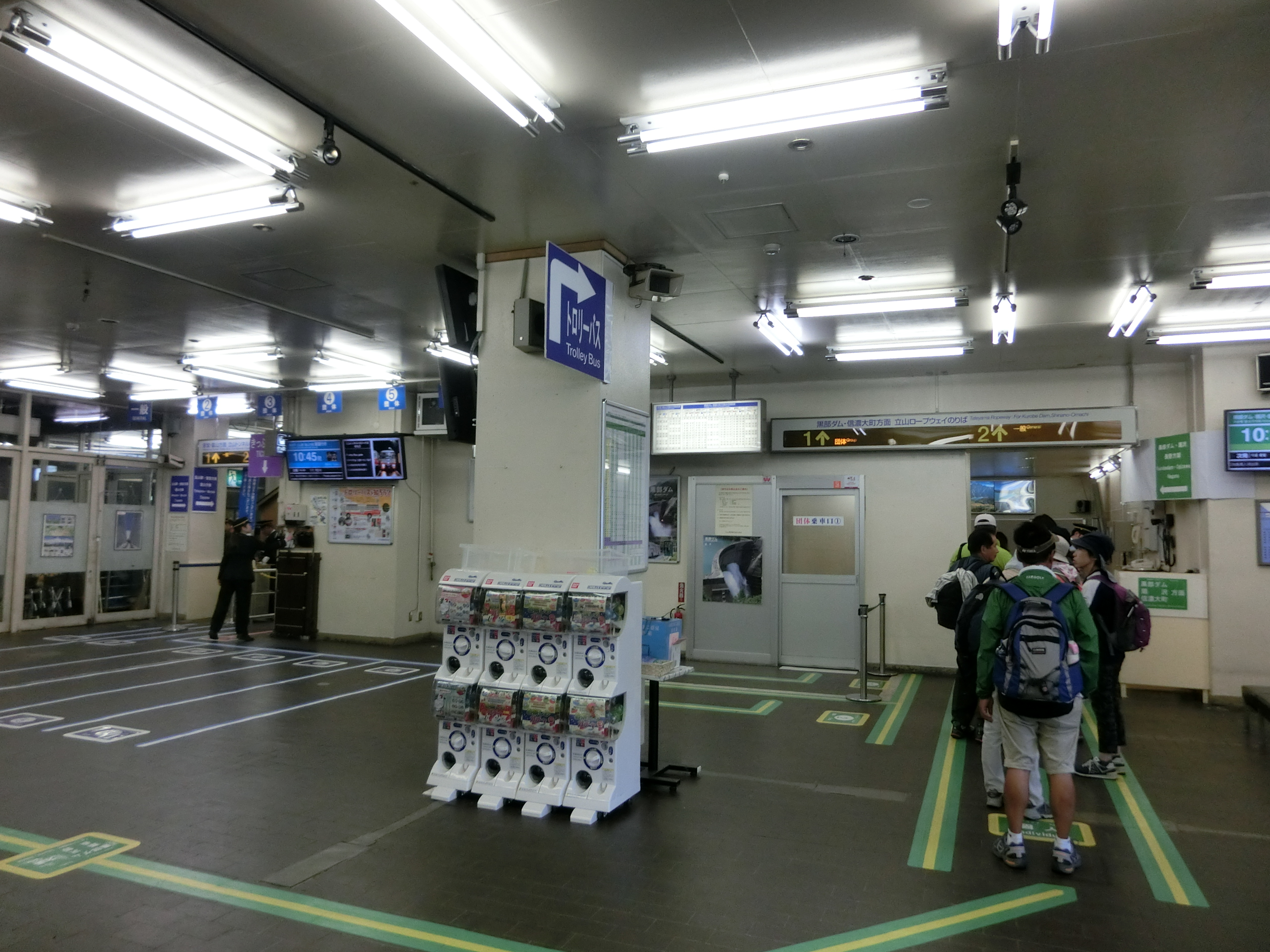
索道乘車處入口
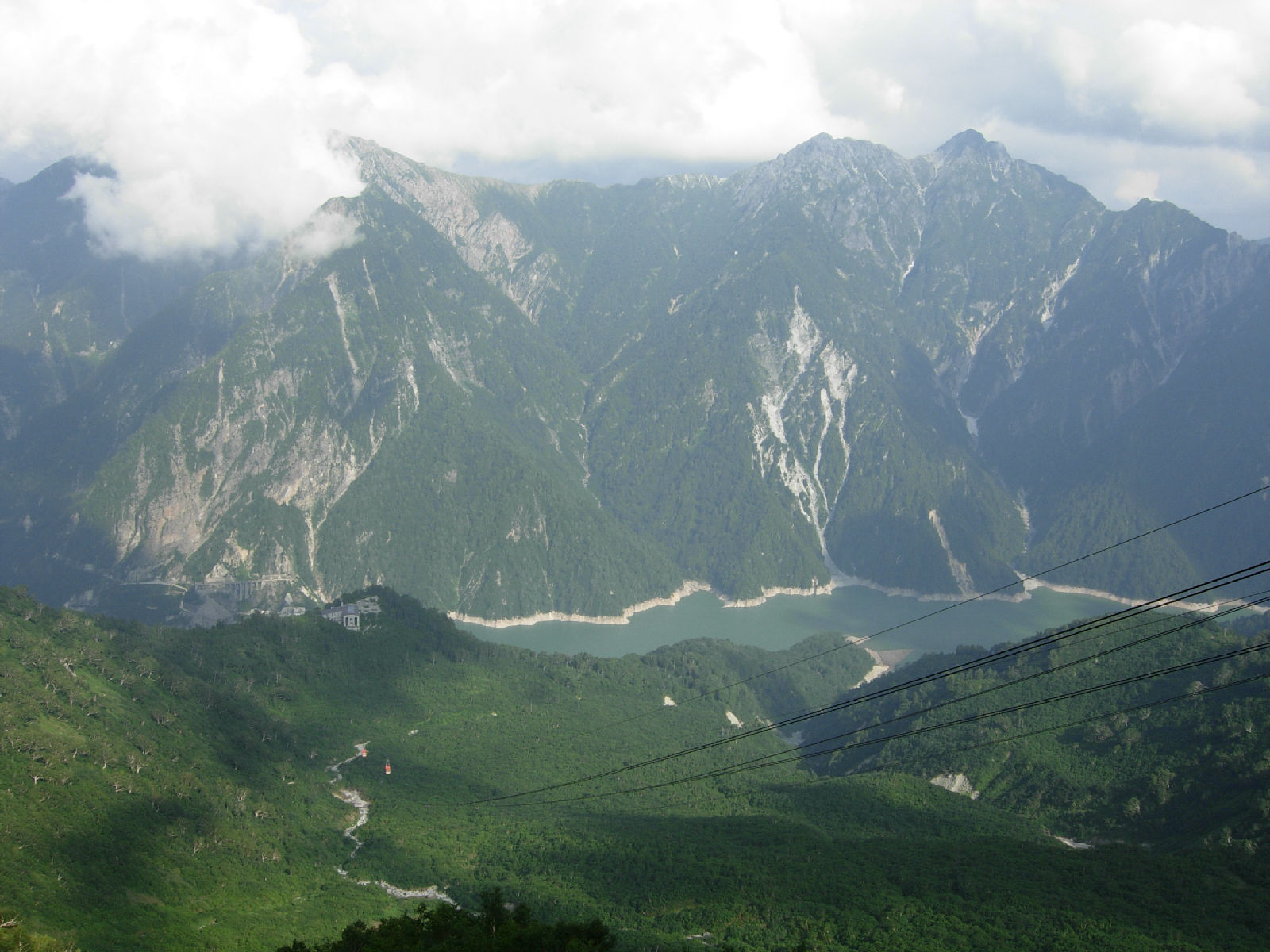
從車站望向針之木岳（日语：針ノ木岳）、蘇巴里岳（日语：スバリ岳）、赤澤岳（日语：赤沢岳）和黑部湖
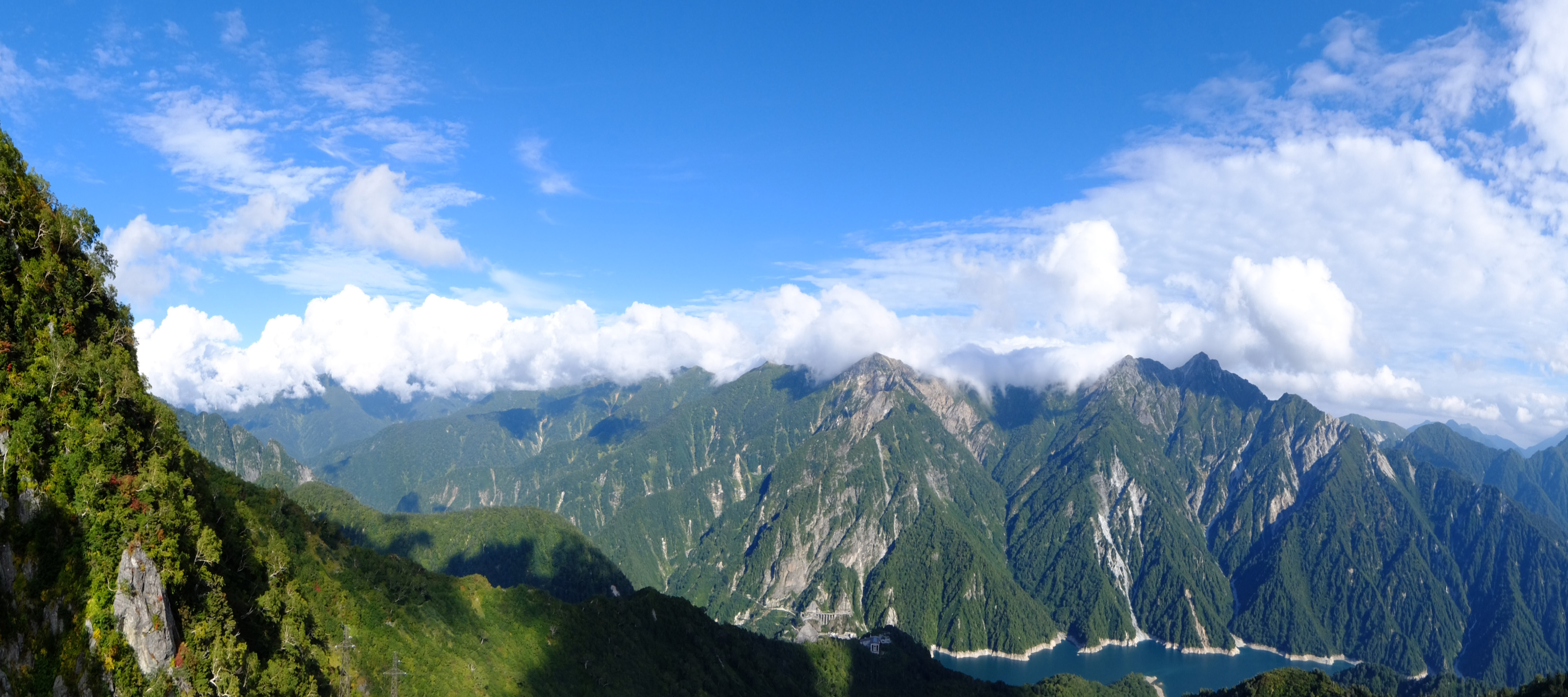
從大觀峰站望向外邊的景色
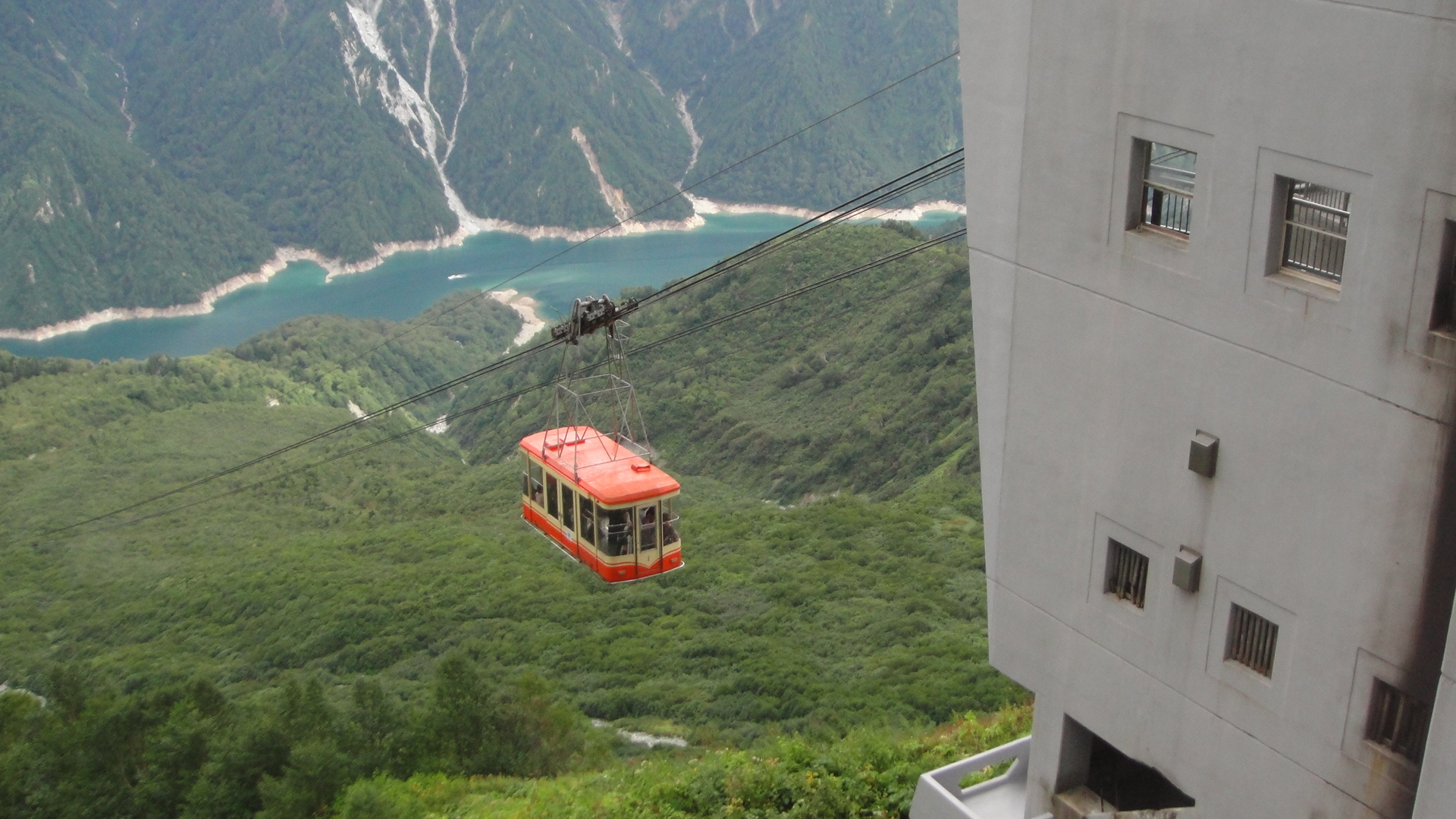
從大觀峰站望向索道
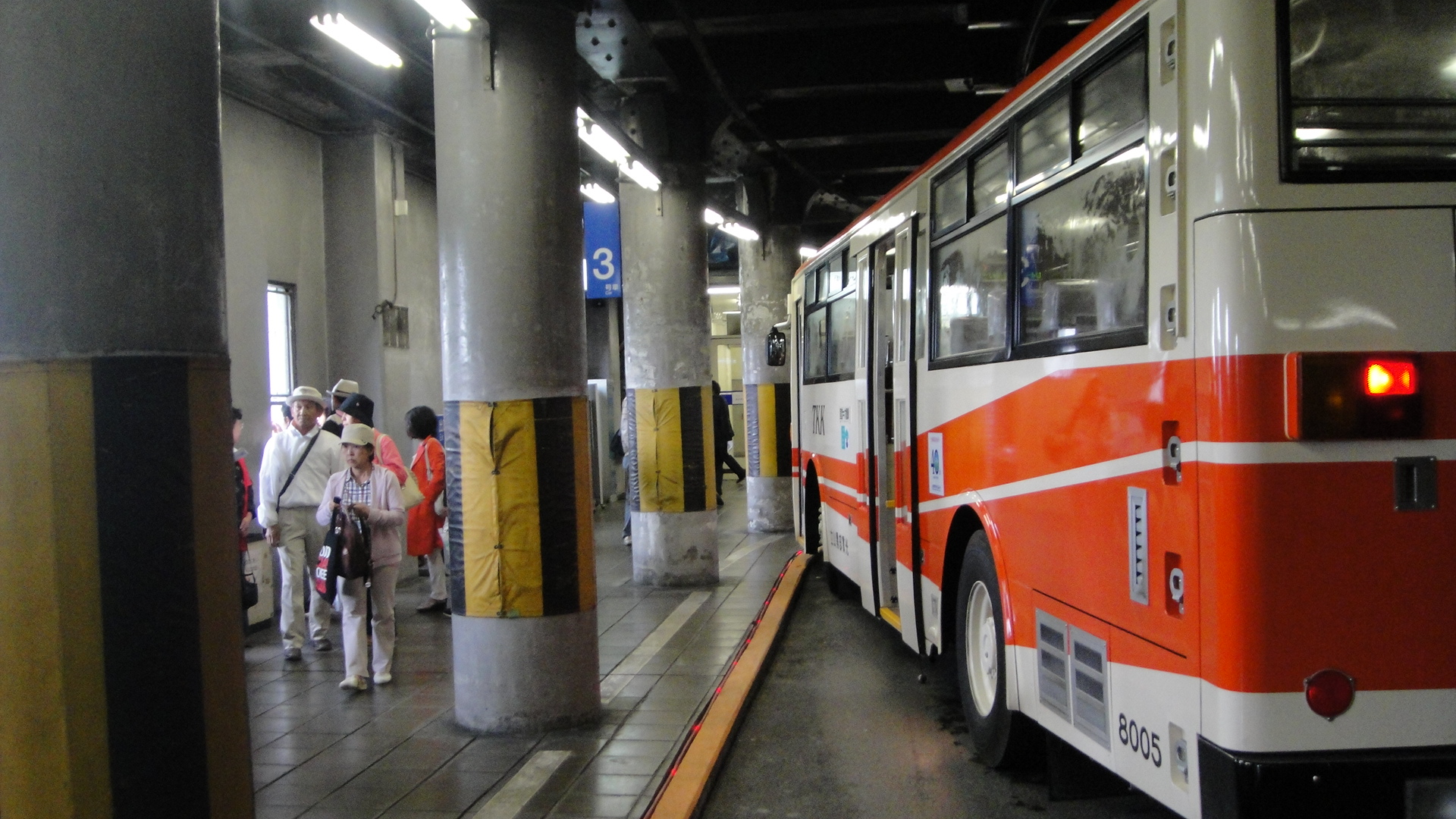
大觀峰站無軌電車乘車處

## 相鄰車站
立山黑部貫光
立山架空索道
大觀峰－黑部平
立山隧道無軌電車
室堂－大觀峰
- 在此站至室堂站之間，於2013年度[2]前曾經設有雷殿站。

## 注腳
1. 1 2 3  曾根悟（監修）. 朝日新聞出版分冊百科編集部（編集） , 编. . 週刊朝日百科. 30号 モノレール・新交通システム・鋼索鉄道. 朝日新聞出版. 2011-10-16: 18 （日语）.
2. ↑  立山黒部アルペンルート 2014安全報告書PDF（日語），p.5。

## 外部連結
- 大觀峰 （页面存档备份，存于）（日語） - 立山黑部阿爾卑斯山脈路線